# District de Haizhou (Lianyungang)
Pour les articles homonymes, voir Haizhou.
Le district de Haizhou (海州区 ; pinyin : Hǎizhōu Qū) est une subdivision administrative de la province du Jiangsu en Chine. Il est placé sous la juridiction de la ville-préfecture de Lianyungang.